# Stenomacrus minutissimus
Stenomacrus minutissimus là một loài tò vò trong họ Ichneumonidae.